# Parigi che dorme
Parigi che dorme (Paris qui dort) è un mediometraggio muto realizzato da René Clair e suo primo film. Fu girato nel 1923, ma uscì nelle sale nel 1925, dopo il successo del precedente cortometraggio del regista, Entr'acte.
È stato scritto che è un precursore del genere fantascientifico.
René Clair all'uscita del film ebbe modo di dichiarare: «Compito principale dell'attuale generazione dovrebbe essere di riportare il cinema alle sue origini, liberandolo cioè da tutta la falsa arte che lo sta soffocando». Georges Sadoul, nella scheda del film, oltre a riportare questa dichiarazione del regista inserisce anche un'interpretazione dell'amico Georges Charensol che scrive: «S'era nutrito di Jarry e di Apollinaire e in Paris qui dort si sente anche l'influenza di Mack Sennett e dei Dada»

## Trama
Uno scienziato pazzo ha inventato un raggio misterioso che sperimenta su Parigi, facendo addormentare tutta la popolazione cittadina, con le persone che rimangono congelate, immobili come statue.
Albert, il guardiano di notte della Torre Eiffel - rimasto immune assieme alla nipote dello scienziato grazie all'altezza - si accorge, al suo risveglio, che la capitale è paralizzata. Solo cinque persone arrivate in aeroplano sono sfuggite all'incantesimo e camminano per la città deserta.

## Produzione
Quando Clair non riuscì a girare il suo primo progetto Geneviève de Brabant, Jacques de Baroncelli lo raccomandò a Henri Diamant-Berger che produsse questo suo primo film per la sua società Les films Diamant.
Il soggetto è una parziale rielaborazione di una precedente sceneggiatura dello stesso René Clair Le rayon magique.
La pellicola fu realizzata come intermezzo per lo spettacolo di balletti Relâche di Francis Picabia, celebre esponente del dadaismo parigino.
Il film fu girato nell'estate del 1923.

## Distribuzione
Il film rimase bloccato per 15 mesi in attesa di un distributore. Uscì nelle sale nel febbraio 1925.
È stato pubblicato in Italia nel 2011 su DVD da Ermitage Cinema, nella collana Le origini del cinema, e distribuito da Medusa Film. Il titolo del DVD è Parigi che dorme ma contiene anche il cortometraggio Entr'acte dello stesso regista. I sottotitoli sono in francese.

## Durata
- Versione del 1971. La versione del film pubblicata nel DVD è quella di 35 minuti, indicata anche da molteplici siti web, fra cui Fantafilm [3], IMDB [4]. Si tratta dell'ultima versione voluta da René Clair che, nel 1971, rimaneggiò l'originale e soppresse 600 metri di pellicola, per conferire alla narrazione un ritmo più veloce.
- Versione del 1923. In occasione della proiezione del film alle Giornate del cinema muto di Pordenone, nel 2007,[5] la Cinémathèque française di Parigi ha fornito una copia recuperata e restaurata nel 2000, che ha riportato la pellicola alla sua lunghezza originale di 1527 metri, per la durata di proiezione da 61 a 67 minuti. La durata originale è indicata anche nella filmografia di Giovanna Grignaffini.[6]

## Accoglienza
Il film ebbe un'accoglienza calorosa da parte del pubblico e anche dalla stampa.

## Critica
(Giovanna Grignaffini, René Clair, pp. 25-28)
(Fantafilm)